# Heteropoda cervina
Heteropoda cervina är en spindelart som först beskrevs av Ludwig Carl Christian Koch 1875.  Heteropoda cervina ingår i släktet Heteropoda och familjen jättekrabbspindlar.
Artens utbredningsområde är Queensland. Inga underarter finns listade i Catalogue of Life.